# محرمانه اسپنسر
محرمانه اسپنسر (انگلیسی: Spenser Confidential) فیلمی آمریکایی به کارگردانی پیتر برگ و بازی مارک والبرگ و وینستون دوک است. این فیلم توسط نت‌فلیکس تهیه شده‌است و تاریخ اکران آن ۶ مارس ۲۰۲۰ است. این فیلم پنجمین همکاری والبرگ و پیتر برگ بعد از تنها بازمانده، دیپ‌واتر هورایزن، روز میهن‌پرستان و مایل ۲۲ است.

## داستان
محرمانه اسپنسر Spenser Confidential با اقتباسی آزاد از رمان «سرزمین عجایب» نوشته آیس اتکینز ساخته شده‌است. اسپنسر مأمور پلیس شهر بوستون است که در حین درگیری به رئیس خشنش (با بازی مایکل گستون) حمله می‌کند و به همین دلیل به جرم ضرب و شتم به پنج سال حبس محکوم می‌شود.
حالا پس از پنج سال او از زندان آزاد شده‌است، اما حتی قبل از بیرون آمدن از زندان پیامی از طریق زندانی دیگر (با بازی رپر و بازیگر پست مالون) به او داده می‌شود که انتظار استقبال گرمی را نداشته باشد.
حداقل دوست قدیمی اسپنسر، هنری (با بازی الن آرکین) از دیدن دوباره او خوشحال است، اما نه در حدی که بتواند اتاقی شخصی به او بدهد. به همین دلیل اسپنسر مجبور است با بوکسور کم‌حرف جوانی به نام هاوک (با بازی بازیگر فیلم «بلک پنتر»، وینسون دوک) هم‌اتاق شود.
کمی بعد رئیس سابق او کشته می‌شود و یکی از همکاران قدیمی اسپنسر به جرم قتل او دستگیر می‌شود. اسپنسر برنامه‌های خود برای رفتن به آریزونا را به تعویق می‌اندازد و با کمک هم‌خانه‌ای‌هایش به دنبال حل کردن معمای این قتل می‌رود.

## بازیگران
- مارک والبرگ در نقش کارآگاه اسپنسر
- وینستون دوک در نقش هاوک
- آلن آرکین در نقش هنری سیمولی
- پست مالون
- ایلیزا شلسینجر
- کیسی ونتورا
- بوکیم وودبین
- مارک مارون